# Freya nannispina
Freya nannispina är en spindelart som beskrevs av Chamberlin, Ivie 1936. Freya nannispina ingår i släktet Freya och familjen hoppspindlar. Inga underarter finns listade i Catalogue of Life.